# انغامی
انغامی (عربی: أنغامي، آوانگاری: anɣāmī) شرکت رسانه‌ای اماراتی است، که در سال ۲۰۱۲ تأسیس شد.